# Navia pilarica
Espèce
Classification phylogénétique
Navia pilarica est une espèce de plante de la famille des Bromeliaceae, présente en Colombie et décrite par le botaniste colombien Julio Betancur en 2001.

## Distribution
L'espèce a été décrite par le botaniste colombien Julio Betancur à partir de l'holotype découvert dans la sierra de Chiribiquete en Colombie.